# Trachea leucodonta
Trachea leucodonta är en fjärilsart som beskrevs av George Francis Hampson 1908. Trachea leucodonta ingår i släktet Trachea och familjen nattflyn. Inga underarter finns listade i Catalogue of Life.